# Договір Хея — Бюно-Варильї
Договір Гея — Бюно-Варильї — договір, підписаний 18 листопада 1903 р. Сполученими Штатами та Панамою, який встановив зону Панамського каналу та подальше будівництво Панамського каналу. Він був названий на честь двох очільників переговорів: Філіпа Жана Бюно-Варильї, французького дипломатичного представника Панами, та Державного секретаря США Джона Хея.